# Baran Ali Gezek
Baran Ali Gezek (Mersin, 26 agosto 2005) è un calciatore turco, centrocampista del Kayserispor.

## Carriera

### Club
Cresciuto nel vivaio del Mezitlispor  prima, e del Kayserispor poi, il 21 agosto 2022 debutta in Süper Lig, nella sconfitta per 2-0 contro l'Istanbul Başakşehir.

### Nazionale
Ha giocato nelle nazionali giovanili dell'Under-17, Under-18, Under-19, Under-19, Under-20 e in fine nell'Under-21.
Con l'Under-17 gioca il Campionato Europeo Under 17 del 2022, dove colleziona tre presenze.

## Statistiche

### Presenze e reti nei club
Statistiche aggiornate al 10 maggio 2025.
| Stagione        | Squadra         | Campionato      | Campionato | Campionato | Coppe nazionali | Coppe nazionali | Coppe nazionali | Coppe continentali | Coppe continentali | Coppe continentali | Altre coppe | Altre coppe | Altre coppe | Totale | Totale | Totale |
| Stagione        | Squadra         | Comp            | Pres       | Reti       | Comp            | Pres            | Reti            | Comp               | Pres               | Reti               | Comp        | Pres        | Reti        | Pres   | Reti   |        |
| --------------- | --------------- | --------------- | ---------- | ---------- | --------------- | --------------- | --------------- | ------------------ | ------------------ | ------------------ | ----------- | ----------- | ----------- | ------ | ------ | ------ |
| 2022-2023       | Kayserispor     | SL              | 5          | 0          | TK              | 2               | 0               |                    | -                  | -                  |             | -           | -           | 7      | 0      |        |
| 2023-2024       | Kayserispor     | SL              | 10         | 0          | TK              | 3               | 1               |                    | -                  | -                  |             | -           | -           | 13     | 1      |        |
| 2024-2025       | Kayserispor     | SL              | 20         | 0          | TK              | 1               | 0               |                    | -                  | -                  |             | -           | -           | 21     | 0      |        |
| Totale carriera | Totale carriera | Totale carriera | 35         | 0          |                 | 6               | 1               |                    | -                  | -                  |             | -           | -           | 41     | 1      |        |